# بذلة الجسم
بذلة الجسم أو البَدَن هو لباس لصوق بالجسم أحادي القطعة يغطي الجذع والمنفرج، وأحياناً الساقين واليدين والقدمين، ولا يمكن استخدامها كلباس سباحة.